# Damian Pietrasik
Damian Michał Pietrasik (ur. 26 lipca 1986 w Olkuszu) – polski niepełnosprawny pływak. Srebrny medalista Igrzysk Paraolimpijskich w Pekinie w konkurencji 100 metrów stylem grzbietowym, bijąc rekord Europy. W 2004 roku wziął udział w Paraolimpiadzie w Atenach, gdzie zajął 5. miejsce na 100m stylem grzbietowym. Inne osiągnięcia: 2005 – srebro podczas Pucharu Świata w Manchesterze; 2006 – srebro podczas Mistrzostw Świata w Durbanie, (RPA) na 100m stylem grzbietowym; 2007 złoty medal w São Paulo, (Brazylia) na 100m stylem grzbietowym; 2009 – złoto i 2 srebra podczas Mistrzostw Europy w Islandii, (złoto na 50m stylem dowolnym, srebra na 100m stylem dowolnym i grzbietowym). Jest zawodnikiem niewidomym.
Damian zakończył  karierę pływacką, trenował w klubie IKS Warszawa. Jego trenerem był  Waldemar Madej.
Oprócz pływania zajmuje się profesjonalnie muzyką. Gra na fortepianie i syntezatorach. Współpracował z takimi artystami jak: Sosnowski, Edyta Górniak, Sasha Strunin, Pola Rise, Avenue, Magdalena Tul. Skończył klasyczną szkołę muzyczną w Laskach, w klasie fortepianu u Prof. Beaty Dąbrowskiej. Studiował Dziennikarstwo i Stosunki Międzynarodowe na Uniwersytecie Warszawskim.
W 2008–2009 roku poprowadził go pianista jazzowy Marcin „Luter” Lutrosiński, a później Mariusz Gęgotek. W 2007 roku zagrał 3 utwory ze słynnym pianistą jazzowym Leszkiem Możdżerem, podczas gali zorganizowanej przez Rotary Club. Rok później wystąpił z zespołem Anny Marii Jopek.
W 2009 roku wystąpił z krótkim programem solowym w Filharmonii Narodowej.
W 2013 roku współpracował z Teatrem Tworzenia (koncert: Fukushima – CBR Warszawa).
W 2014 r. był kierownikiem muzycznym zespołu Edyty Górniak.
Od 2013 r. współtworzy polsko-francuski zespół Avenue, z którym koncertował w różnych miejscach Europy m.in. Bułgarii, Rosji, Niemczech, Litwie i Belgii.
W 2022 r. wydał swój longplay "River" nagrany w kwintecie z takimi muzykami jak: Amalia "Umeda" Obrębowska, Wojciech Konikiewicz, Milo Kurtis, Amadeusz Krebs, Maciej Matysiak, Marcin Kajper i Cyprian Baszyński.
W 2022 r. ukazał się pełnometrażowy film z muzyką jego autorstwa pt. "Samiec Alfa".

## Osiągnięcia sportowe

### Igrzyska paraolimpijskie
2008
- 100 metrów stylem dowolnym – 4. miejsce
- 100 metrów stylem grzbietowym – 2. miejsce

### Mistrzostwa świata
2006
- 100 metrów stylem grzbietowym – 2. miejsce
- 100 metrów stylem motylkowym – 3. miejsce

2007
- 100 metrów stylem grzbietowym – 1. miejsce

## Odznaczenia
- Złoty Krzyż Zasługi – 2008[2]